# Walbourg
Walbourg là một xã trong vùng Grand Est, thuộc tỉnh Bas-Rhin, quận Wissembourg, tổng Wœrth. Tọa độ địa lý của xã là 48° 53' vĩ độ bắc, 07° 47' kinh độ đông. Walbourg nằm trên độ cao trung bình là 165 mét trên mặt nước biển, có độ cao thấp nhất là 146 mét và độ cao nhất là 177 mét. Xã có diện tích 5,33 km², dân số vào thời điểm 1999 là 786 người; mật độ dân số là 147 người/km².

## Thông tin nhân khẩu
| 1962 | 1968 | 1975 | 1982 | 1990 | 1999 |
| ---- | ---- | ---- | ---- | ---- | ---- |
| 531  | 539  | 561  | 622  | 707  | 786  |